# Nationaal kunstenaar van de Filipijnen

Onderscheiding

De onderscheiding Nationaal kunstenaar van de Filipijnen (National Artist of the Philippines) is de hoogste vorm van erkenning die een Filipijns kunstenaar kan krijgen. De onderscheiding die op 2 april 1972 door toenmalig president Ferdinand Marcos is ingesteld, wordt toegekend door een proclamatie van de President van de Filipijnen. De nominatie voor de onderscheiding vindt plaats door het Cultural Center of the Philippines (CCP) en de National Commission for Culture and the Arts (NCCA). De onderscheiden kunstenaars worden opgenomen in de orde van Nationale Kunstenaars en krijgen bij overlijden een staatsbegrafenis aangeboden.

## Lijst van nationaal kunstenaars
| Architectuur/ Landschapsarchitectuur - Leandro Locsin (1973) - Pablo Antonio (1976) - Juan Nakpil (1990) - Ildefonso Santos jr. (2006) - Jose Maria Zaragoza (2014) - Francisco Mañosa (2018) Cinema - Gerardo de Leon (1982) - Lino Brocka (1997) - Ishmael Bernal (2001) - Eddie Romero (2003) - Fernando Poe jr. (2006) - Manuel Conde (2009) - Kidlat Tahimik (2018) - Nora Aunor (2018) - Ricky Lee (2022) - Marilou Diaz-Abaya (2022) Theater en Film - Lamberto Avellana (1976) - Honorata de la Rama (1987) - Rolando Tinio (1997) - Daisy Avellana (1999) - Salvador Bernal (2003) - Wilfrido Ma. Guerrero (1997) - Severino Montano (2001) - Amelia Lapeña-Bonifacio (2018) - Tony Mabesa (2022) Dans - Francisca Reyes-Aquino (1973) - Leonor Orosa-Goquingco (1976) - Lucrecia Reyes-Urtula (1988) - Ramon Obusan (2006) - Alice Reyes (2014) - Agnes Locsin (2018) Modeontwerp - Ramon Valera (2006) - Salvacion Lim Higgins (2018) | Historische literatuur - Carlos Quirino (1997) Literatuur - Amado Hernandez (1973) - Jose Garcia Villa (1973) - Nick Joaquin (1976) - Carlos Romulo (1982) - Francisco Arcellana (1990) - N.V.M. Gonzalez (1990) - Edith Tiempo (1999) - Virgilio Almario (2000) - F. Sionil Jose (2001) - Alejandro Roces (2003) - Bienvenido Lumbera (2006) - Lazaro Francisco (2009) - Cirilo Bautista (2014) - Ramon Muzones (2018) - Resil Mojares (2018) - Gemino Abad (2022) Muziek - Antonio Molina (1973) - Jovita Fuentes (1976) - Antonino Buenaventura (1988) - Lucrecia Kasilag (1989) - Levi Celerio (1997) - Felipe Padilla de Leon (1997) - Jose Maceda (1997) - Lucio San Pedro (1991) - Ernani Joson Cuenco (1999) - Andrea Veneracion (1999) - Francisco Feliciano (2014) - Ramon P. Santos (2014) - Ryan Cayabyab (2018) - Fides Cuyugan-Asensio (2018) | Beeldende Kunst - Fernando Amorsolo (1972) - Carlos Francisco (1973) - Guillermo Tolentino (1973) - Napoleon Abueva (1976) - Victorio Edades (1976) - Vicente S. Manansala (1981) - Cesar Legaspi (1990) - Hernando Ocampo (1991) - Arturo Luz (1997) - J. Elizalde Navarro (1999) - Ang Kiukok (2001) - Jose Joya (2003) - Ben Cabrera (2006) - Abdulmari Asia Imao (2006) - Federico Aguilar Alcuaz (2009) - Francisco Coching (2014) - Larry Alcala (2018) |